# La Prohibida
La Prohibida, pseudonimo di Luis Herrero Cortés (Cadice, 1971), è una cantante spagnola di musica elettronica e pop.
A 16 anni abbandona la casa dei genitori, lavora e studia in numerose città come Barcellona, Londra, Rio de Janeiro e Roma. Inizia la vita nel mondo dello spettacolo nel 1996 con il suo ex ragazzo, l'artista Luis Miguélez.

## Filmografia
- 2001 - Manuela, El Cinto (cortometraggio)

## Discografia
- 2001 - Alto Standing
- 2005 - Flash
- 2009 - Sr. Kubrick, ¿qué haría usted?